# Langton near Horncastle
Langton near Horncastle, ook Langton, is een civil parish in het bestuurlijke gebied East Lindsey, in het Engelse graafschap Lincolnshire. In 2001 telde het dorp 34 inwoners. Langton near Horncastle komt in het Domesday Book (1086) voor als 'Langetone'.
De dorpskerk, waarvan delen uit de middeleeuwen stammen, staat op de Britse monumentenlijst.